# Maria Ursula Lancastro y Abreu
Maria Ursula Lancastro y Abreu (auch bekannt als Maria Ursula de Abreu e Lencastro; * 1682 in Rio de Janeiro; † 1730 in Goa, Ostindien) war eine portugiesisch-südamerikanische Abenteurerin, die von 1700 bis 1714 als Mann verkleidet den Namen Balthazar do Conto Cardoso führte.

## Biografie
Die einzige Tochter einer wohlhabenden brasilianischen Familie verließ ihr Elternhaus 1700 heimlich und fuhr als Mann gekleidet unter dem Namen Balthazar do Conto Cardoso als Matrose auf einem Schiff nach Portugal. In Lissabon meldete sie sich als Freiwillige für eine Expedition nach Indien und nahm kurz darauf am Angriff auf Amboina sowie der Eroberung der Inseln Corjuem und Panelem teil und wurde hierfür zum Hauptmann befördert. 1703 wurde sie zum Gouverneur eines bedeutenden Schlosses ernannt und 1704 Kommandeur der Festung Madre de Deus. In dieser Stellung unternahm sie mehrere Abenteuerfahrten, die ihren angenommenen Namen Balthazar do Conto Cardoso bekannt machten.
1714 verliebte sie sich in den Gouverneur des Schlosses São João Baptista, Hauptmann Alfonso Teixeira Arras de Mello, und erhielt nach Enthüllung ihres wahren Geschlechts von König Johann V. von Portugal die Genehmigung zur Heirat. Am 8. März 1718 billigte ihr König Johann V. für ihre Verdienste zudem eine Pension zu, mit der Erlaubnis, diese an ihre Nachfahren zu vererben.